# Frode Olsen
Frode Olsen (ur. 12 października 1967 w Stavanger) – piłkarz norweski grający na pozycji bramkarza.

## Kariera klubowa
Olsen pochodzi z miasta Stavanger i tam też rozpoczął karierę w klubie Vidar FK. W 1990 roku został zawodnikiem Rosenborga Trondheim. W jego barwach zadebiutował w pierwszej lidze norweskiej, ale oprócz debiutu nie zaliczył żadnego spotkania i był tylko rezerwowym dla Oli By Rise. Rosenborg wywalczył wówczas dublet - mistrzostwo i Puchar Norwegii. W 1991 roku przeszedł do Strømsgodset IF, gdzie grał w pierwszym składzie i zdobył swój drugi w karierze krajowy puchar. W 1992 roku został zawodnikiem IK Start i grał tam przez 5 sezonów w pierwszym składzie, ale nie osiągnął sukcesów. W 1997 roku stał się bramkarzem zespołu Stabæk Fotball. W 1998 roku został wicemistrzem kraju oraz zdobył norweski puchar. W latach 1997–1999 trzykrotnie z rzędu otrzymał nagrodę Kniksena dla najlepszego bramkarza Norwegii.
Na początku 2000 roku Olsen trafił do hiszpańskiej Sevilli. W Primera División zadebiutował 23 stycznia 2000 w przegranym 0:1 meczu z Celtą Vigo. Do końca sezonu był podstawowym golkiperem Sevilli i zastąpił w bramce Juana José Valencię. Na koniec sezonu spadł z klubem z Andaluzji do Segunda División, ale już po roku powrócił do pierwszej ligi.
W 2002 roku Olsen wrócił do Norwegii i grał w Vikingu Stavanger. W Vikingu występował do końca 2004 roku i wtedy też zakończył karierę w wieku 37 lat.
Po zakończeniu kariery został trenerem bramkarzy w Bryne FK.

## Kariera reprezentacyjna
W reprezentacji Norwegii Olsen zadebiutował 6 lutego 1995 w wygranym 7:0 spotkaniu z Estonią. W 2000 roku został powołany przez selekcjonera Nilsa Johana Semba do kadry na Euro 2000. Tam był rezerwowym dla Thomasa Myhre i nie zagrał w żadnym spotkaniu. Ostatni mecz w reprezentacji rozegrał w 2003 roku przeciwko Hiszpanii (0:3). W kadrze narodowej wystąpił 26 razy.